# Caloplaca bolacina
Caloplaca bolacina är en lavart som först beskrevs av Edward Tuckerman, och fick sitt nu gällande namn av Herre. Caloplaca bolacina ingår i släktet orangelavar och familjen Teloschistaceae.   Inga underarter finns listade i Catalogue of Life.